# Henry Engler
Henry Willy Engler Golovchenko (Paysandú, 11 de noviembre de 1946) es un neurocientífico, músico y exguerrillero uruguayo que tuvo un papel importante en la guerrilla tupamara durante las décadas de 1960 y 1970.

## Biografía

### Actuación como guerrillero
Fue militante del Movimiento de Liberación Nacional-Tupamaros (MLN-T), grupo guerrillero urbano que operó en Uruguay en las décadas de 1960 y 1970. Integró el comando de la Columna 15, parte del brazo armado de dicha organización, integrando también su dirección. 
En 1972 los guerrilleros tupamaros son derrotados militarmente, siendo capturados sus máximos dirigentes, entre los cuales estaban el propio Engler, conocido por su alias "Octavio". Es encarcelado el 17 de agosto de ese año. Un año más tarde, el 27 de junio de 1973, un golpe de Estado conduciría al país a una dictadura cívico-militar que se extendería hasta 1985, año en que Engler recupera la libertad. Durante esos años los principales dirigentes tupamaros fueron recluidos en condiciones inhumanas, constituyéndose en el grupo de los llamados "Nueve rehenes", integrado por el propio Engler, y por José Mujica, Raúl Sendic, Eleuterio Fernández Huidobro, Mauricio Rosencof, Adolfo Wasem, Julio Marenales, Jorge Zabalza y Jorge Manera.

### Ámbito científico
Posteriormente se dedicó a concluir sus estudios de medicina en Suecia, constituyéndose en un investigador de primera línea en el área de la neurociencia. Fue reconocido por sus investigaciones en torno a la imagenología (particularmente Tomografía por Emisión de Positrones, PET) de la Enfermedad de Alzheimer. En 2002 utiliza por primera vez en seres humanos la sustancia PIB ("Pittsburgh compound B") para la detección de placas de amiloide en pacientes con enfermedad de Alzheimer y voluntarios sanos. Ese mismo año presenta los primeros resultados en la Conferencia Mundial del Alzheimer en Estocolmo. Su equipo de trabajo estaba ubicado en la Universidad de Upsala, conformado por eminentes investigadores como el doctor Bengt Långström. Engler es autor de muchos artículos y resúmenes científicos, publicados en revistas internacionales como Science y Discovery. Especialista en medicina nuclear, fue durante años director médico del Centro PET Uppsala Imanet y trabajó como médico de consulta en el Hospital Universitario de Upsala. De vuelta en Uruguay, en 2014 ejercía como director general del Centro Uruguayo de Imagenología Molecular (CUDIM) en Montevideo.
Engler es reconocido en su país por su trayectoria y fue nombrado Profesor por la Facultad de Medicina y la Facultad de Ciencias de la Universidad de la República Oriental del Uruguay (UdelaR). En 2006 Engler fue designado por la UdelaR como director académico de un proyecto para instalar la técnica PET en Uruguay y por el Poder Ejecutivo como presidente de la Comisión para implementar dicho proyecto, el Centro Universitario de Imagenología Molecular.

## El círculo
Coproducida por Uruguay, Argentina, Chile y Alemania, se filmó el documental llamado El círculo que trata sobre su vida. La misma fue dirigida por José Pedro Charlo, y en ella se recorren lugares significativos de la vida de Engler luego del año 1972, en particular los cuarteles donde estuvo recluido, el Centro Imanet de Upsala y Bella Unión, donde tiene encuentros con militantes de la izquierda uruguaya. Asimismo, recuerda diversas anécdotas acerca de las condiciones de cautiverio y la relación con sus carceleros.
De igual temática, se presentó en marzo de 2010 el libro El círculo: las vidas de Henry Engler, de José Pedro Charlo, Aldo Garay y Virginia Martínez.

## Ámbito musical
Engler también incursionó en música. Fue miembro del trío "Los Cimarrones" en 1968 y se integró al Centro de la Canción Protesta. Ese año participó de espectáculos titulados "Uruguay canta" e intervino en el espectáculo llevado a cabo en Santiago de Chile conocido como "Festival Latinoamericano de la Canción Universitaria".
Luego de la dictadura, formó el grupo Cantares del Calabozo con el cual grabó un disco, integrado en su mayoría por textos escritos en prisión de Engler, Raúl Sendic y Mauricio Rosencof. Otros textos de su autoría escritos en el mismo período fueron publicados por Ayuí/Tacuabé en casete en 1986, bajo el nombre de "Cantos rodados" y reeditados en CD en el año 2011, momento en el cual se hizo un espectáculo en la Sala Zitarrosa.
Durante su vida en Suecia, trabajó con los músicos Björn Afzelius y Mikael Wiehe, traduciendo sus canciones al español y haciendo grabaciones de las mismas con Ricardo Collazo.